# Rama Revealed
Rama Revealed is het vierde deel van een vierdelige serie, ook wel bekend als de 'Rama-serie', geschreven door Arthur C. Clarke en Gentry Lee in 1993.

## Verhaal
Terwijl de leefomstandigheden in de menselijke kolonie steeds verder verslechteren weet Nicole samen met haar familie te ontsnappen naar het eiland New York. Hier komt ze in contact met de buitenaardse Octospiders. Deze tolereren het vijandelijke gedrag van de menselijke kolonisten lange tijd, maar slaan genadeloos terug als ze erachter komen, dat de agressieve mensen de Octospider-kolonie willen vernietigen. Het conflict dreigt zo uit te lopen op de eliminatie van de menselijke kolonie.
Als reactie zendt Rama een tweede noodsignaal naar zijn onbekende bouwers dat totale escalatie dreigt. Hierop grijpt de buitenaardse intelligentie die het ruimtevaartuig Rama heeft geconstrueerd hard in: alle levende wezens worden in slaap gebracht om verder bloedvergieten te voorkomen. Men ontwaakt pas jaren later bij een gigantisch ruimtestation, dat vele intelligente levensvormen herbergt.

## Andere werken van de serie
- Rendezvous with Rama - 1973
- Rama II (boek) (met Gentry Lee) - 1989
- The Garden of Rama (met Gentry Lee) - 1991